# On the Town (musical)
On the Town – amerykański musical, wystawiony po raz pierwszy 28 grudnia 1944 roku na Broadwayu. Muzykę do niego skomponował Leonard Bernstein.
On the Town wraz z musicalem Oklahoma! uchodzą za utwory, które otwierają nowy, powojenny rozdział w dziejach amerykańskiego teatru.

## Linki Zewnętrzne
- Internet Broadway Database – the Town